# Diócesis de Lugo
La diócesis de Lugo (en latín: Dioecesis Lucensis in Hispania y en gallego: Diocese de Lugo) es una circunscripción eclesiástica de la Iglesia católica en España. Se trata de una diócesis latina, sufragánea de la archidiócesis de Santiago de Compostela. Desde el 30 de noviembre de 2007 su obispo es Alfonso Carrasco Rouco.

## Territorio y organización

División eclesiástica de Galicia. Muchos de sus arciprestazgos hacen referencia a entidades étnicas prerromanas, como Nemancos, Céltigos, Entíns o Posmarcos

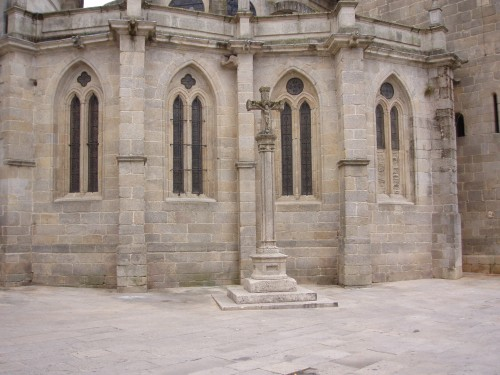
Crucero del atrio de la catedral de Lugo

La diócesis tiene 7703 km² y extiende su jurisdicción sobre los fieles católicos de rito latino residentes en parte de la comunidad autónoma de Galicia, comprendiendo la parte meridional de la provincia de Lugo, e incluye además parroquias de las provincias de La Coruña y Pontevedra.

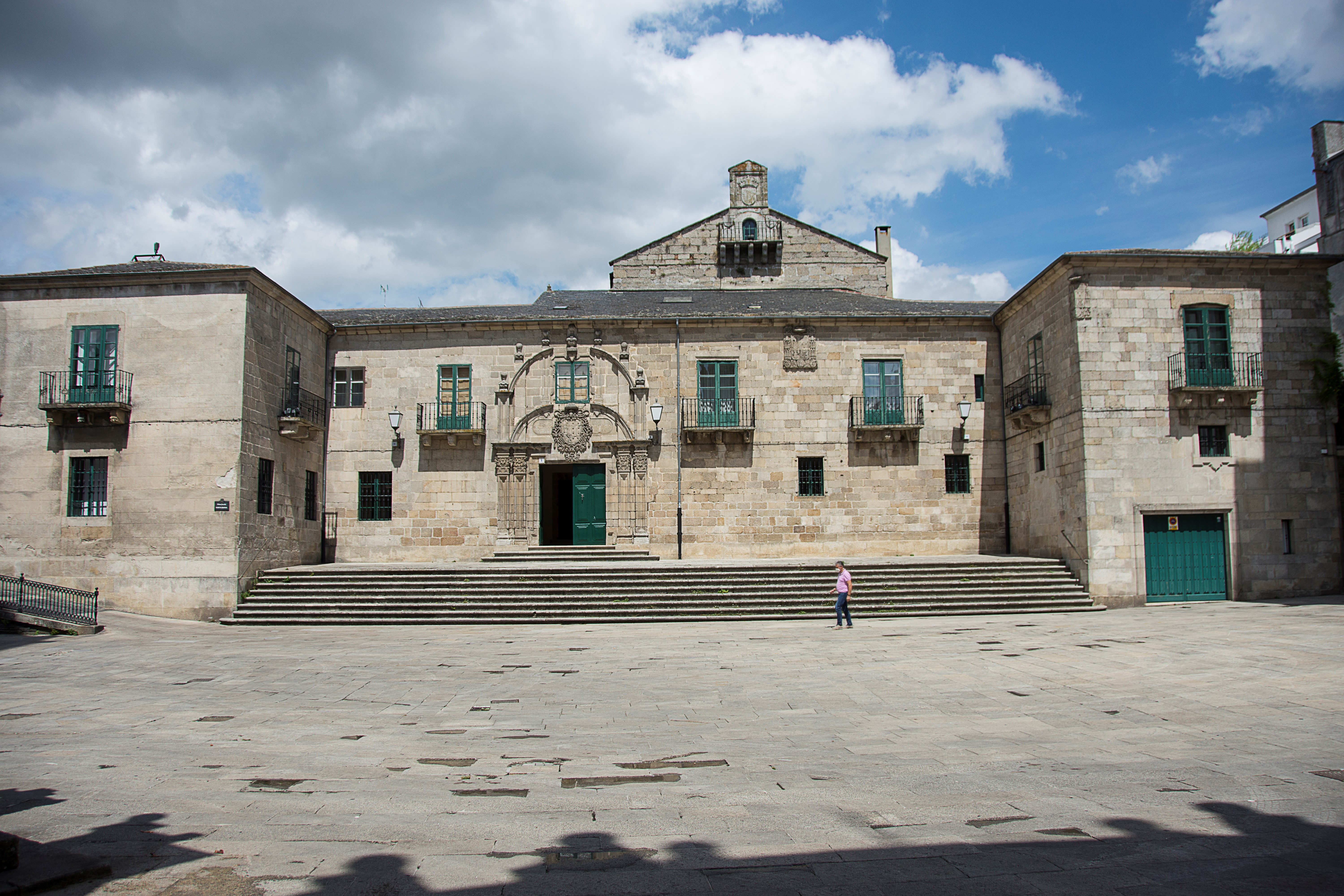
Palacio episcopal de Lugo

La sede de la diócesis se encuentra en la ciudad de Lugo, en donde se halla la Catedral de Santa María. En Sobrado se encuentra el monasterio de Santa María, que data del siglo X.

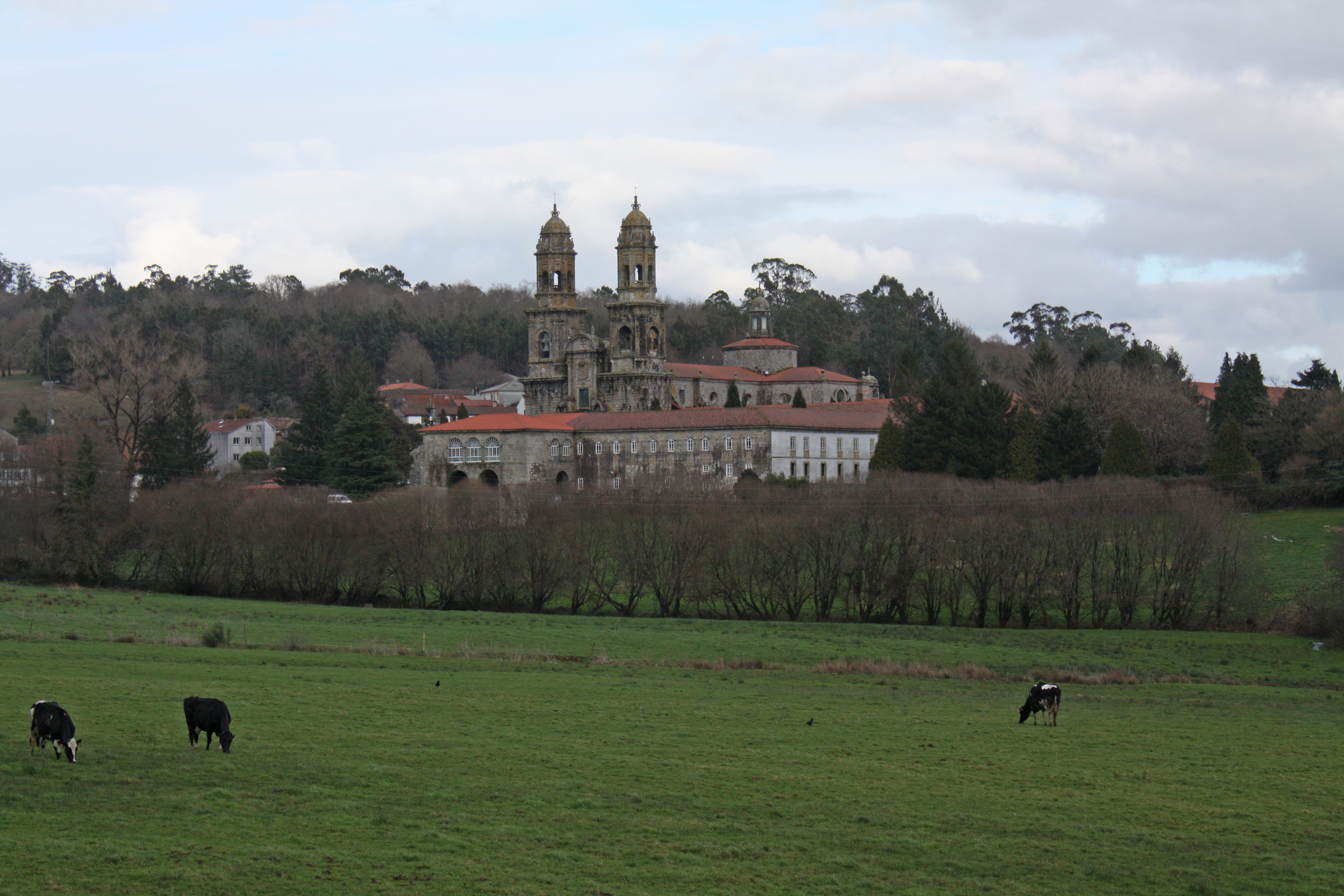
Monasterio de Santa María, en Sobrado

En 2021 en la diócesis existían 1138 parroquias agrupadas en 28 arciprestazgos. Lugo es la diócesis con mayor número de parroquias de España.

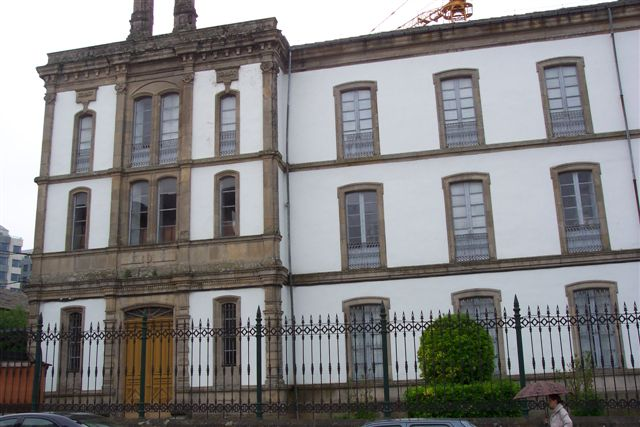
Seminario diocesano de Lugo

## Historia
La diócesis de Lugo fue erigida en la antigüedad. Según la tradición, la región fue evangelizada por el apóstol Santiago. La diócesis probablemente se remonta al siglo II. Inicialmente la diócesis incluía aproximadamente la mitad de la Gallaecia romana. La primera catedral era muy antigua, y en 832 fue descripta como un edificio de extraordinaria belleza y constituyó el modelo para la Catedral de Oviedo.
A mediados del siglo VI cedió una porción de su territorio para la erección de la diócesis de Bretoña (hoy diócesis de Mondoñedo-Ferrol). En varias ocasiones, hasta el XI, la diócesis de Lugo cedió otras porciones de su territorio a la diócesis de Mondoñedo.
Convertido todo el reino suevo al catolicismo circa 560 por dictamen del rey Teodomiro, influido por Martín de Braga, en el Concilio de Lugo del 569, Lugo fue elevada al rango de archidiócesis metropolitana, teniendo como sufragáneas las de Tuy, Iria, Bretoña, Orense y Astorga, que hasta entonces lo habían sido de Braga. Poco duró en esta condición, pues cuando el rey visigodo Leovigildo conquistó el reino suevo en el 585, la devolvió a su antiguo estado al mismo tiempo que impuso el arrianismo. Cuatro años después, ya bajo el reinado de Recaredo, el III Concilio de Toledo restauró el catolicismo como religión oficial, aunque la sede siguió siendo sufragánea de Braga.
Los musulmanes conquistaron Lugo en 713 y, reconquistada por los cristianos en 745, se restableció su dignidad metropolitana.
En 832 se asignaron a la archidiócesis de Lugo las ciudades de Braga y Orense, a condición de cederlas de nuevo tras el restablecimiento de las respectivas sedes. Los obispos, residentes en Lugo, utilizaron el título de arzobispos de Braga y de Lugo. La primera reconquistada fue la diócesis de Orense, en 886, con sus antiguos límites. Sin embargo, una disputa territorial continuó hasta la intervención del papa Lucio III en 1185.
La archidiócesis de Braga fue restablecida en 1071 y parece probable que Lugo recibiera en esa ocasión una compensación territorial de la diócesis de Oviedo. Sin embargo, las disputas con la archidiócesis de Braga no se resolvieron completamente hasta el siglo XIV. Al mismo tiempo, en el mismo 1071 la diócesis de Lugo perdió el rango de archidiócesis metropolitana y pasó a ser sufragánea de la archidiócesis de Braga. El 27 de febrero de 1120 pasó a formar parte de la provincia eclesiástica de la archidiócesis de Santiago de Compostela.
En 1129 se decidió construir una nueva catedral, que no se terminó hasta 1880. Por ello, la catedral presenta una estratificación de diferentes estilos: románico, gótico, barroco y tardo-renacimiento.
El 13 de junio de 1599 se estableció el seminario diocesano que, sin embargo, no inició sus actividades hasta 1624, por problemas económicos. Originalmente, cada arciprestazgo tenía derecho a un número determinado de plazas en el seminario, determinado según la aportación económica del arciprestazgo.
En 1645 la diócesis se dividió en 39 arciprestazgos, mientras que un mapa de 1768 muestra una división en 35 parroquias y tres prioratos benedictinos, que estaban regidos por el abad de Samos y formaban una prelatura territorial (entonces definida como abadía nullius). La prelatura territorial fue suprimida en el siglo XIX tras la desamortización de Mendizábal, una ley de expropiación de bienes eclesiásticos en "manos muertas" que afectó principalmente a las órdenes religiosas. Una nueva subdivisión parroquial fue aprobada el 9 de agosto de 1890, y fue seguida por numerosas reformas en el siglo XX: 31 de diciembre de 1934, 9 de junio de 1942, 15 de septiembre de 1955, 14 de agosto de 1964, 23 de julio de 1970, 14 de junio de 1985 y 28 de septiembre de 1995.
El 17 de octubre de 1954 también se modificaron los límites diocesanos mediante el decreto Quum sollemnibus para adaptarlos a los de la provincia civil. En particular, algunas parroquias fuera de la provincia fueron cedidas a las diócesis de Astorga, Mondoñedo y Orense y otras parroquias que las citadas tres diócesis y la diócesis de Oviedo poseían en la provincia de Lugo fueron agregadas a la diócesis.

## Estadísticas
Según el Anuario Pontificio 2022 la diócesis tenía a fines de 2021 un total de 256 520 fieles bautizados.
| Año                                                                             | Población            | Población | Población      | Sacerdotes | Sacerdotes    | Sacerdotes    | Bautizados por sacerdote | Diáconos permanentes | Religiosos | Religiosos | Parroquias |
| Año                                                                             | Bautizados católicos | Total     | % de católicos | Total      | Clero secular | Clero regular | Bautizados por sacerdote | Diáconos permanentes | Varones    | Mujeres    | Parroquias |
| ------------------------------------------------------------------------------- | -------------------- | --------- | -------------- | ---------- | ------------- | ------------- | ------------------------ | -------------------- | ---------- | ---------- | ---------- |
| 1950                                                                            | 391 212              | 391 299   | 100.0          | 703        | 622           | 81            | 556                      |                      | 143        | 270        | 639        |
| 1970                                                                            | 333 301              | 333 594   | 99.9           | 794        | 734           | 60            | 419                      |                      | 99         | 456        | 678        |
| 1980                                                                            | 311 435              | 311 713   | 99.9           | 619        | 573           | 46            | 503                      |                      | 70         | 405        | 678        |
| 1990                                                                            | 328 000              | 330 000   | 99.4           | 502        | 462           | 40            | 653                      |                      | 55         | 357        | 678        |
| 1999                                                                            | 304 790              | 305 248   | 99.8           | 435        | 400           | 35            | 700                      |                      | 61         | 235        | 649        |
| 2000                                                                            | 304 790              | 305 248   | 99.8           | 433        | 400           | 33            | 703                      |                      | 55         | 231        | 1138       |
| 2001                                                                            | 302 236              | 302 794   | 99.8           | 417        | 381           | 36            | 724                      |                      | 47         | 316        | 1138       |
| 2002                                                                            | 296 389              | 296 961   | 99.8           | 418        | 382           | 36            | 709                      |                      | 45         | 305        | 1138       |
| 2003                                                                            | 296 389              | 296 961   | 99.8           | 401        | 366           | 35            | 739                      |                      | 44         | 331        | 1138       |
| 2004                                                                            | 296 389              | 296 961   | 99.8           | 401        | 361           | 40            | 739                      |                      | 65         | 328        | 1138       |
| 2013                                                                            | 288 000              | 290 200   | 99.2           | 376        | 315           | 61            | 765                      |                      | 83         | 235        | 1139       |
| 2016                                                                            | 287 900              | 290 100   | 99.2           | 376        | 315           | 61            | 765                      |                      | 83         | 235        | 1139       |
| 2019                                                                            | 251 650              | 263 544   | 95.5           | 282        | 259           | 23            | 892                      |                      | 33         | 216        | 1139       |
| 2021                                                                            | 256 520              | 268 646   | 95.5           | 263        | 239           | 24            | 975                      |                      | 37         | 181        | 1138       |
| Fuente: Catholic-Hierarchy, que a su vez toma los datos del Anuario Pontificio. |                      |           |                |            |               |               |                          |                      |            |            |            |

En el curso 2017-2018 se formaron 10 seminaristas mayores en la diócesis: 4 seminaristas en el Seminario Mayor diocesano y 6 en el Seminario Redemptoris Mater local, ordenándose un nuevo sacerdote.